# Bernissart
Bernissart ist eine Gemeinde in der belgischen Provinz Hennegau. Sie besteht aus den Orten Bernissart, Blaton, Harchies, Pommeroeul und Ville-Pommeroeul.

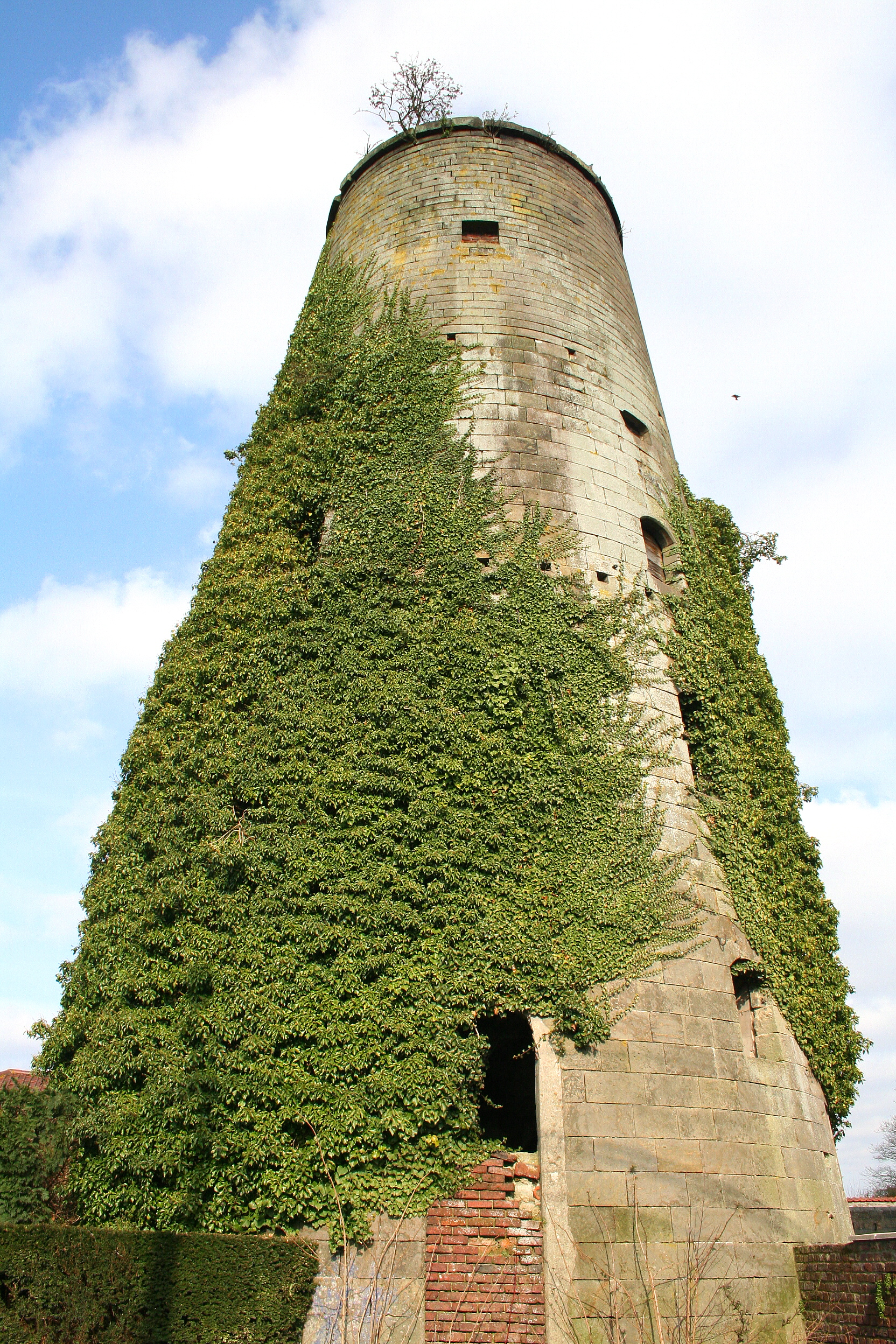
Moulin Baudour in Ville-Pommeroeul

Bernissart ist berühmt für Dinosaurierfunde. Im Jahr 1878 wurden in einer Doline Dutzende von Iguanodon-Skeletten entdeckt. Der Fund war zum einen der erste Beweis, dass diese Art gregär lebte, zum anderen ermöglichten die Knochen erstmals eine Rekonstruktion des Gesamtskeletts und so den Nachweis, dass das Iguanodon aufrecht (also auf den Hinterfüßen) lief.

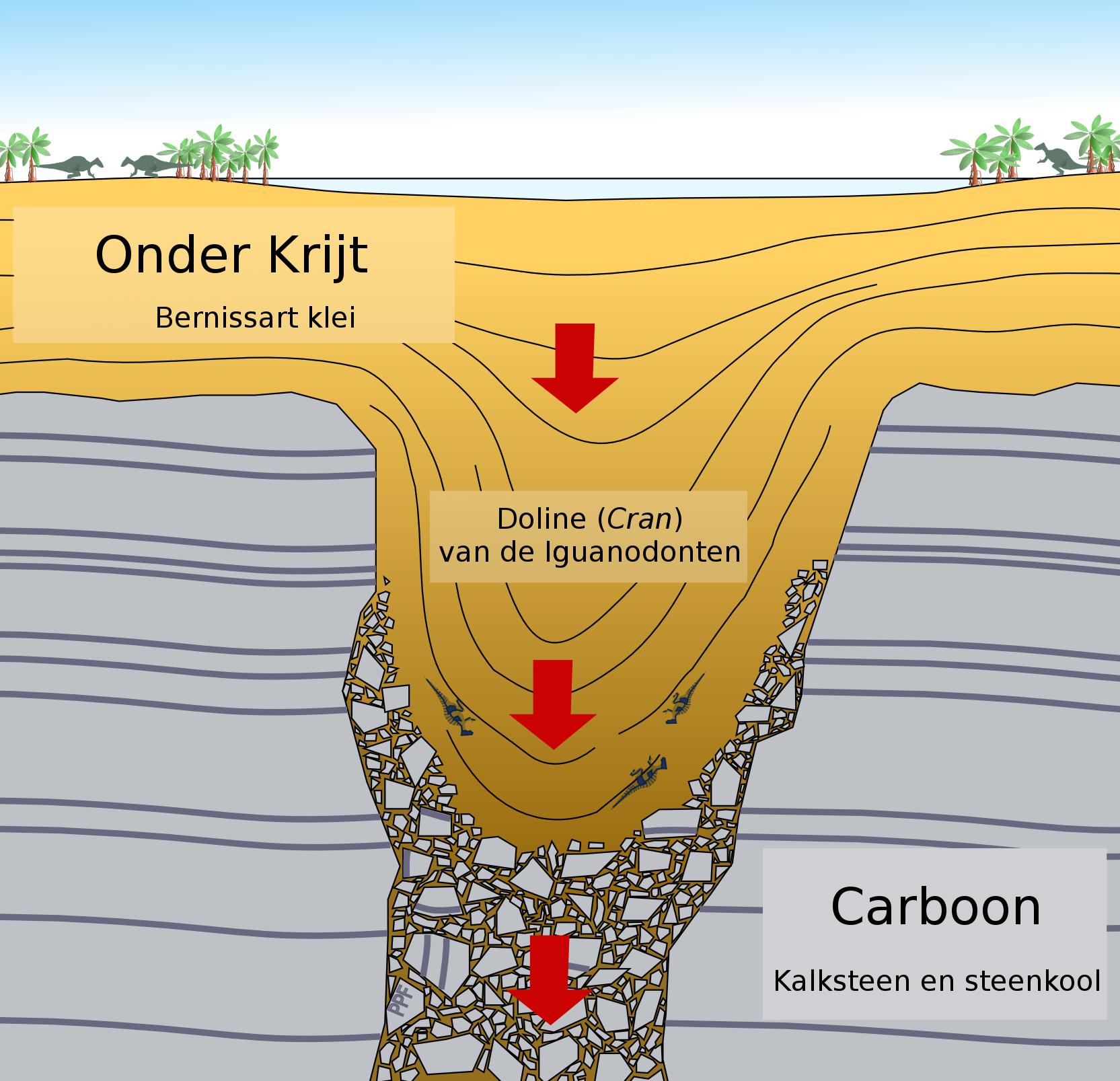
Saurierfundplatz

Die französische Philosophin Luce Irigaray wurde 1930 in Blaton geboren.